# Forcipomyia murina
Forcipomyia murina är en tvåvingeart som först beskrevs av Johannes Winnertz 1852.  Forcipomyia murina ingår i släktet Forcipomyia och familjen svidknott. Arten är reproducerande i Sverige. Inga underarter finns listade i Catalogue of Life.